# Gerrit Dirksen
Gerrit Dirksen (* 27. Oktober 1925 in Elmshorn; † 31. August 2015) war ein deutscher Tierarzt und Hochschullehrer an der Ludwig-Maximilians-Universität München.

## Leben und Werk
Er war der Sohn des Betriebsdirektors Diedrich Dirksen und dessen Ehefrau Magdalene. Nach dem Schulabschluss nahm Dirksen ein Studium der Veterinärmedizin auf und promovierte 1953 an der Tierärztlichen Hochschule Hannover zum Dr. med. vet. Später habilitierte er sich und war als Professor für Innere Krankheiten der Klauentiere an der Universität München tätig. Von 1974 bis 1978 hatte er vertretungsweise den Lehrstuhl für Innere Krankheiten des Pferdes und der kleinen Haustiere sowie für Gerichtliche Tierheilkunde, I. Medizinische Tierklinik.

## Schriften (Auswahl)
- Mikroskopische Beobachtungen über Altersveränderungen an den Herzganglien des Haus- und Wildschweines. Hannover 1953.
- (mit Gustav Rosenberger): Die klinische Untersuchung des Rindes. Hannover, Hamburg 1964.
- (mit Gustav Rosenberger und Tadeusz Glazer): Kliniczne badanie bydła. Warszawa 1974.
- (mit Gustav Rosenberger): Clinical examination of cattle. München 1979.
- Indigestionen beim Rind. Konstanz 1981.
- (Mitherausgeber): Innere Medizin und Chirurgie des Rindes. 2006.